# Bernhard Antal
Bernhard Antal (18. század második fele – Bécs, 1829 körül): technikus, feltaláló, az első dunai gőzhajó, a Carolina építője.

## Élete

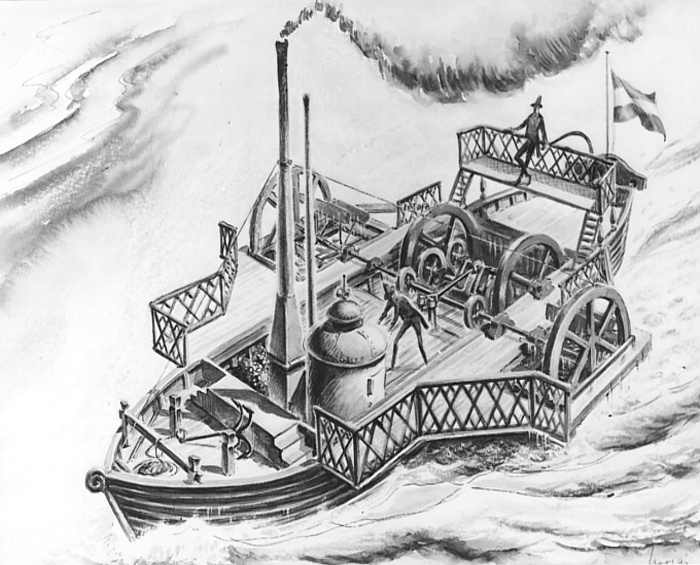
Carolina, az első magyar építésű gőzhajó, egyben a Habsburg birodalom első gőzhajója

Pécsett, Pozsonyban, végül Bécsben élt. 1816-1817-ben építette Sellyén az első dunai gőzhajót, melyet 1817. március 1-én bocsátott vízre. Bécsben 1817. május 2-án, Pestről 1818 szeptemberében szakértő bizottság jelenlétében tett próbautakat. 1828-ban 15 évre szóló szabadalmat kapott a gőzhajózásra, melyet azonban nem sikerült megfelelően hasznosítania. A gőzhajót csupán 1820 nyarán üzemeltették rendszerszerűen a pesti átkelőhajó vontatására.
Más találmányaira is szabadalmat szerzett. A Dráván saját tervei alapján több hidat építtetett és 1820-ban javaslatot tett egy Buda és Pest közötti állandó híd építésére is.

## Emléke

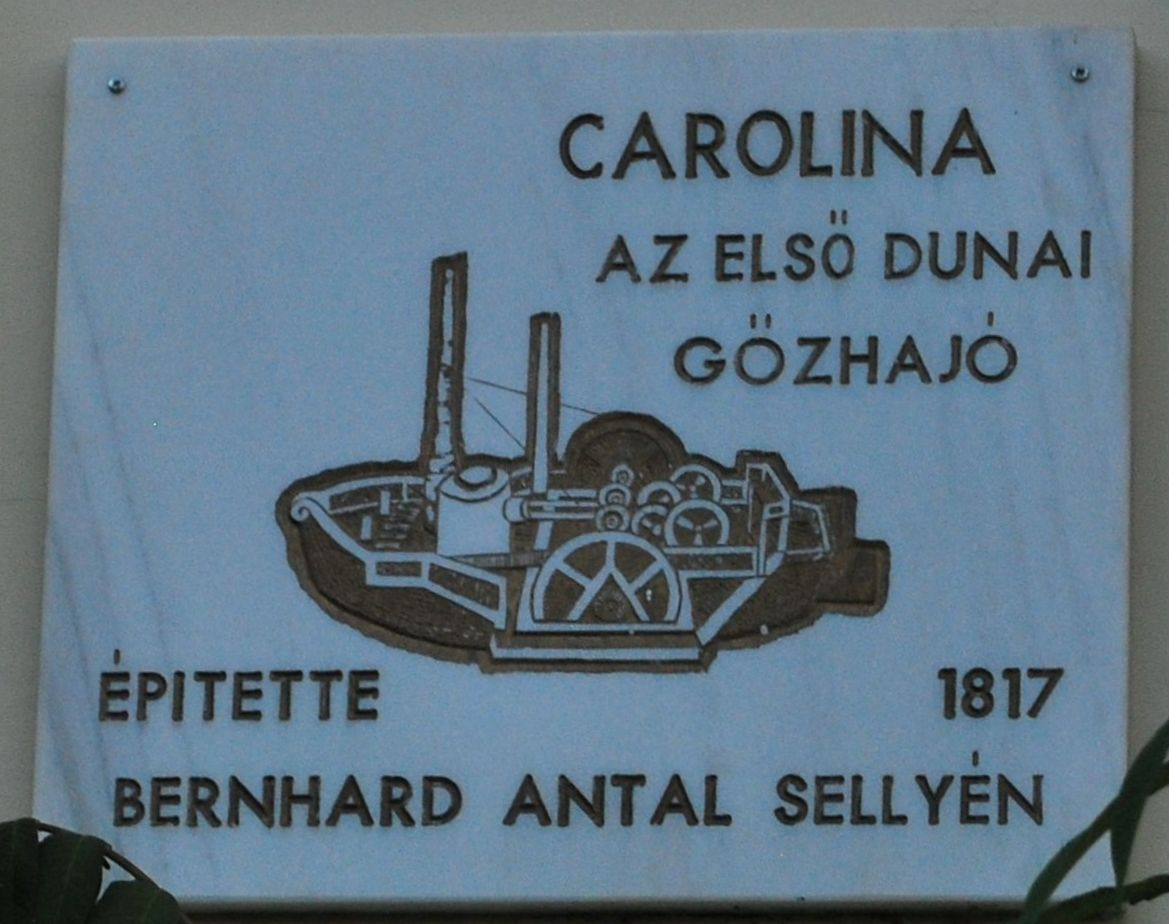
A Carolina gőzhajó emléktáblája Sellyén, a Kiss Géza múzeum falán

- Sellye, emléktábla a Carolina építéséről